# Singram brasiliensis
Singram brasiliensis is een hooiwagen uit de familie Gonyleptidae.